# Thalictrum microgynum
Thalictrum microgynum är en ranunkelväxtart som beskrevs av Lecoy. och Daniel Oliver. Thalictrum microgynum ingår i släktet rutor, och familjen ranunkelväxter. Inga underarter finns listade i Catalogue of Life.